# گلس وی۸
گلس وی۸ (انگلیسی: Glas V8) یک خودروی لوکس بود که از سال ۱۹۶۵ تا ۱۹۶۷ توسط خوروسازی گلس تولید شد. این خودرو برای رقابت با سایر خودروهای سطح بالا مانند مرسدس بنز 280SE و BMW 2500 طراحی شده بود. وی۸ از یک موتور ۲٫۶ لیتری استفاده می‌کرد ۱۵۰ اسب بخار قدرت و ۱۴۸ پوند فوت گشتاور. حداکثر سرعت آن ۱۱۲ مایل در ساعت بود و می‌توانست در ۱۱ ثانیه از ۰ تا ۶۰ مایل در ساعت شتاب بگیرد. وی۸ دارای یک سبک بدنه منحصر به فرد با انتهای شیب دار عقب و جلوپنجره خمیده جلو بود. همچنین دارای سیستم تعلیق کاملاً مستقل و ترمزهای دیسکی در هر چهار چرخ بود. با این حال، با وجود ویژگی‌های چشمگیر، وی۸ موفقیت تجاری نداشت و تولید آن تنها پس از دو سال متوقف شد. امروزه گلس وی۸ یک خودروی کلاسیک کمیاب در نظر گرفته می‌شود و به شدت مورد توجه کلکسیونرها است.